# Hörnlinge
Die Hörnlinge (Calocera) sind eine Pilzgattung aus der Familie der Gallerttränenverwandten. Sie umfassen Arten mit gelatinösen, überwiegend gelb bis leuchtend orange gefärbten, hornförmigen Fruchtkörpern. Sie besiedeln Totholz und erzeugen je nach Substrat unterschiedliche Fäuletypen.
Die Typusart ist der Klebrige Hörnling (Calocera viscosa).

## Merkmale

### Makroskopische Merkmale
Die zähen, gelatinösen Fruchtkörper wurzeln stark und haben oft eine klebrige Oberfläche. Sie sind durch Carotinoide überwiegend freudig gelb bis orange gefärbt.

### Mikroskopische Merkmale
Die Gebilde sind größtenteils von der sporenbildenden Fruchtschicht bedeckt. Das 3-schichtig aufgebaute Fleisch umfasst einen zentralen Kern aus kompakten Hyphen, der von einer lockeren Hyphenschicht umgeben und schließlich von der kompakten Fruchtschicht überlagert ist. Die Hyphen europäischer Arten besitzen keine Schnallen. Ebenso kommen keine Zystiden im Hymenium vor. Die glattwandigen Sporen weisen bei Reife 1–3 Querwände auf und zeigen bei Kontakt mit Iodlösung keine Farbreaktion (inamyloid).

## Ökologie
Hörnlinge leben saprobiontisch an Laub- und Nadelholz. Sie werden in der Literatur oft als Braunfäulepilze klassifiziert. Keith Seifert, der den Holzabbau durch Dacrymycetales-Arten untersuchte, gibt für Hörnlinge jedoch mehrere Fäulearten an, teilweise sogar für ein und dieselbe Art abhängig von der besiedelten Holzart.

## Arten
Weltweit existieren ungefähr 15 Arten. In Europa kommen 5 Spezies vor bzw. sind dort zu erwarten:
| Hörnlinge (Calocera) in Europa |                            |                                        |
| \| Deutscher Name \| Wissenschaftlicher Name \| Autorenzitat \| \| -------------------------------- \| -------------------------- \| -------------------------------------- \| \| Pfriemförmiger Laubholz-Hörnling \| Calocera cornea \| (Batsch 1783 : Fries 1821) Fries 1827 \| \| Gegabelter Nadelholz-Hörnling \| Calocera furcata \| (Fries 1821 : Fries 1821) Fries 1827 \| \| Zungenförmiger Hörnling \| Calocera glossoides \| (Persoon 1797 : Fries 1821) Fries 1827 \| \| Blasser Hörnling \| Calocera pallidospathulata \| D.A. Reid 1974 \| \| Klebriger Hörnling \| Calocera viscosa \| (Persoon 1794 : Fries 1821) Fries 1827 \| |                            |                                        |
| Deutscher Name | Wissenschaftlicher Name    | Autorenzitat                           |
| Pfriemförmiger Laubholz-Hörnling | Calocera cornea            | (Batsch 1783 : Fries 1821) Fries 1827  |
| Gegabelter Nadelholz-Hörnling | Calocera furcata           | (Fries 1821 : Fries 1821) Fries 1827   |
| Zungenförmiger Hörnling | Calocera glossoides        | (Persoon 1797 : Fries 1821) Fries 1827 |
| Blasser Hörnling | Calocera pallidospathulata | D.A. Reid 1974                         |
| Klebriger Hörnling | Calocera viscosa           | (Persoon 1794 : Fries 1821) Fries 1827 |

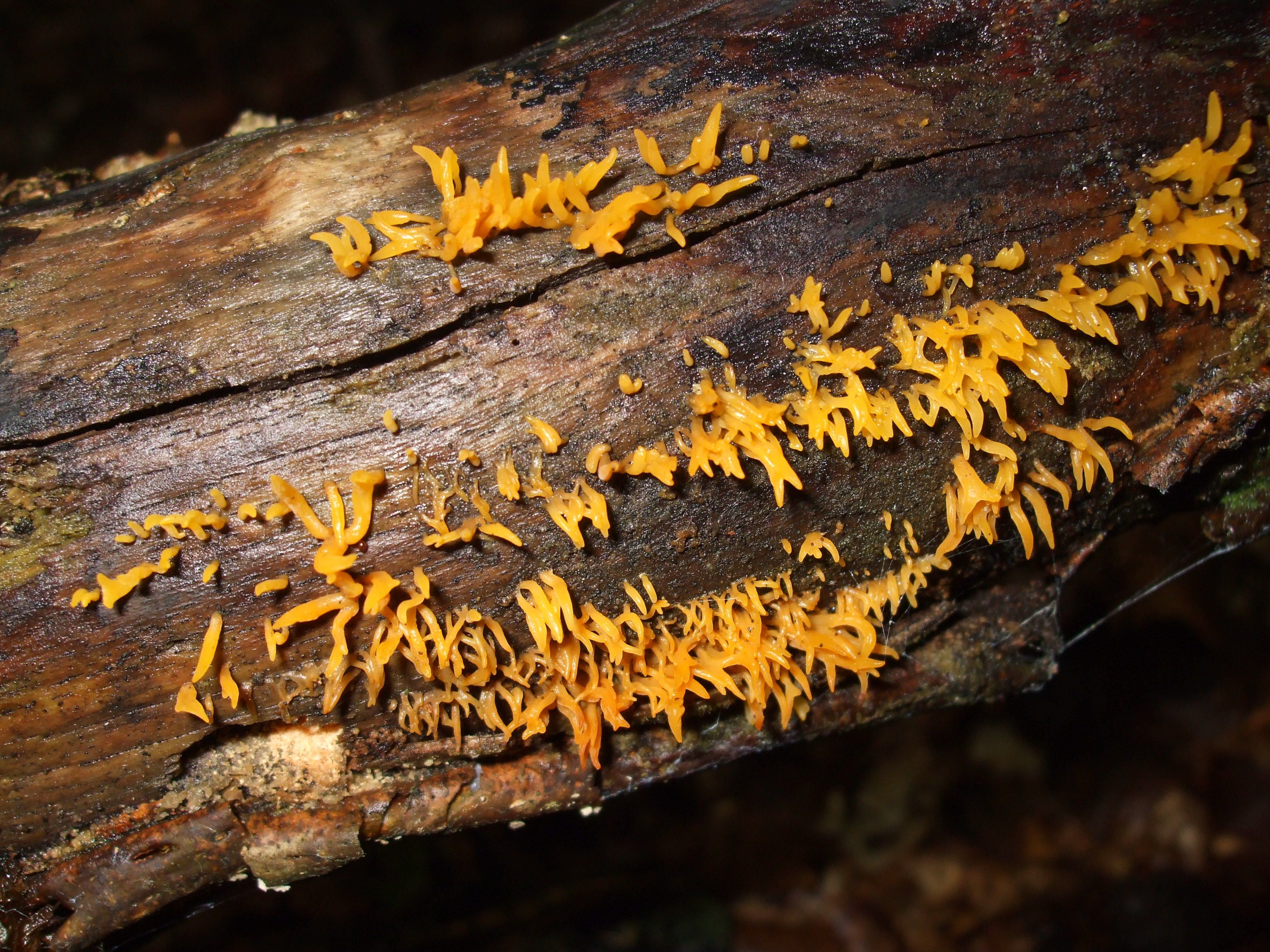
Pfriemförmiger Laubholz-Hörnling Calocera cornea
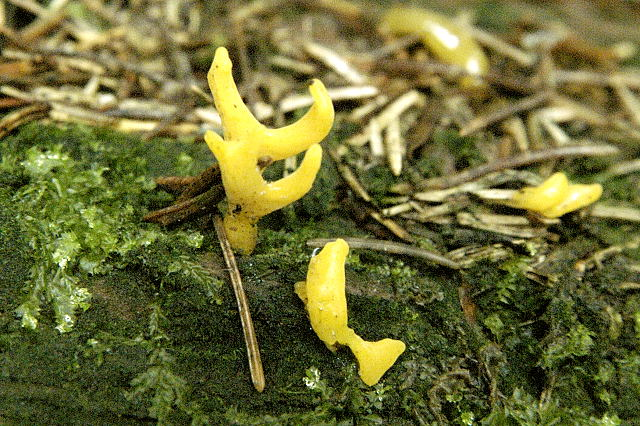
Gegabelter Nadelholz-Hörnling Calocera furcata
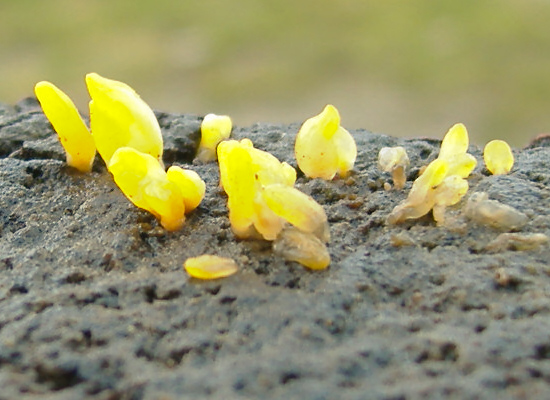
Zungenförmiger Hörnling Calocera glossoides
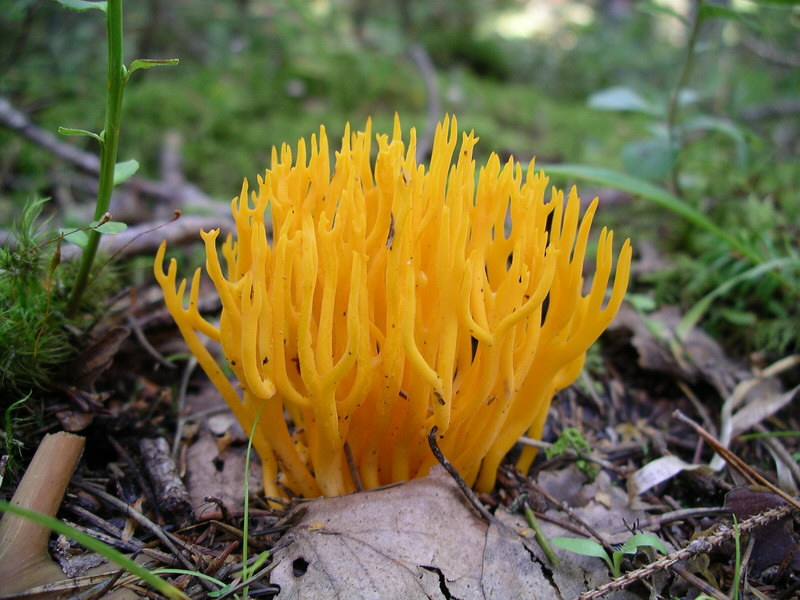
Klebriger Hörnling Calocera viscosa